# Georges-Vanier
Georges-Vanier – stacja metra w Montrealu, na linii pomarańczowa. Obsługiwana przez Société de transport de Montréal (STM). Znajduje się w Petite-Bourgogne, w dzielnicy Le Sud-Ouest.